# Hrabstwo Randolph (Wirginia Zachodnia)
Hrabstwo Randolph (ang. Randolph County) – hrabstwo w stanie Wirginia Zachodnia w Stanach Zjednoczonych. Obszar całkowity hrabstwa obejmuje powierzchnię 1039,92 mil² (2693,38 km²). Według szacunków United States Census Bureau w roku 2010 miało 29 405 mieszkańców.
Hrabstwo powstało w 1787 roku.

## Miasta
- Beverly
- Elkins
- Harman
- Huttonsville
- Mill Creek
- Montrose
- Womelsdorf[4]

## CDP
- Bowden
- Dailey
- East Dailey
- Helvetia
- Pickens
- Valley Bend
- Valley Head
- Whitmer[4]

| Populacja hrabstwa w poprzednich latach | Populacja hrabstwa w poprzednich latach |
| Rok                                     | Liczba ludności                         |
| --------------------------------------- | --------------------------------------- |
| 1980                                    | 28 784                                  |
| 1990                                    | 27 803                                  |
| 2000                                    | 28 262                                  |
| 2010                                    | 29 405                                  |